# 黃深
黃深（1419年—1452年），字仲淵，福建興化府莆田縣人，民籍，明朝政治人物。進士出身。

## 生平
正統六年（1441年）辛酉科福建鄉試第二名（經魁）。两次中乙榜，皆不赴教职。景泰二年（1451年）辛未科會試第一百十名，殿試登進士第二甲第三十二名。拜雲南道監察御史，巡视京仓，三年卒，年三十四。

## 家族
曾祖父黃文奎，封工部主事。祖父黃壽生，曾任翰林院檢討。父亲黃子嘉，母郑氏，弟黄仲昭。妻林氏，有子黄乾元、黃乾亨、孫黃如金。